# Ernest Leonard Johnson
Pour les articles homonymes, voir Johnson.
Ernest Leonard Johnson (décédé autour de 1977) était un astronome sud-africain.
Il travailla à l'observatoire de l'Union et partit en retraite en 1956.
Il découvrit 18 astéroïdes (entre 1946 et 1951, selon le Centre des planètes mineures) et plusieurs comètes, dont la comète périodique 48P/Johnson.

## Astéroïdes découverts
| Astéroïdes découverts : 18 | Astéroïdes découverts : 18 | Astéroïdes découverts : 18 |
| -------------------------- | -------------------------- | -------------------------- |
| (1568) Aisleen             | 21 août 1946               |                            |
| (1580) Betulia             | 22 mai 1950                |                            |
| (1585) Union               | 7 septembre 1947           |                            |
| (1607) Mavis               | 3 septembre 1950           |                            |
| (1609) Brenda              | 10 juillet 1951            |                            |
| (1618) Dawn                | 5 juillet 1948             |                            |
| (1623) Vivian              | 9 août 1948                |                            |
| (1731) Smuts               | 9 août 1948                |                            |
| (1760) Sandra              | 10 avril 1950              |                            |
| (1819) Laputa              | 9 août 1948                |                            |
| (1885) Herero              | 9 août 1948                |                            |
| (1922) Zulu                | 25 avril 1949              |                            |
| (2546) Libitina            | 23 mars 1950               |                            |
| (2651) Karen               | 28 août 1949               |                            |
| (2718) Handley             | 30 juillet 1951            |                            |
| (2829) Bobhope             | 9 août 1948                |                            |
| (3184) Raab                | 22 août 1949               |                            |
| (5038) Overbeek            | 31 mai 1948                |                            |